# ゼカリヤ書3章
ゼカリヤ書3章（ぜかりやしょ3しょう）は旧約聖書のゼカリヤ書の中の一章。ゼカリヤ書における第4の幻について書かれており、1-7節と8-10節に分けられる。1-7節で第4の幻について、8-10節で託宣が語られる。
他の幻とは異なり、第1～第3の幻に登場してきていた「わたしに語りかけた御使い」が登場しないことや7節以下はゼカリヤに対してではなくヨシュアに対して語られているという特徴がある。

## 日本語訳
ゼカリヤ書3章は10節からなる。

## 解釈
舞台設定はヨブ記2章にもあるような天の宮廷における会議である。この会議ではサタンが大祭司ヨシュアを告発している。サタンの語源はשָּׂטָ֛ן(satan)であり、審判における敵対者の意味を持つ。2節ではサタンの訴えが退けられるが、4節に罪を(共同訳聖書では過ち)取り去ったとあるように、ヨシュアに何の罪もないのにサタンが不当に告発しているということではなく、あくまでもエルサレムを選ばれたからであるとしている。
だからこそ火の中から取り出された燃えさし、つまりヨシュアを捕囚から救い出された者として用い、晴れ着を着せ、清いかぶり物(ターバン)を着けさせるのである。

8節の若枝はエレミヤ書23章5節ではメシアを指す用法で使われている。
9節の石の意味には諸説あり、決定的な学説は出ていない。ターバンと関連付けて考えると出エジプト記28章36-38節にあるように、純金の花模様の額当てを宝石に相当すると考え、大祭司の仲介によってユダの罪が赦されるという意味であると考えることができる。
新約聖書ではヘブライ人への手紙にて真の大祭司がキリストであると述べられている。ヘブライ人への手紙5章8-10節にあるように多くの苦しみと従順により大祭司となり、7章27節にあるようにただ一度自らいけにえとなることによって贖いを成し遂げ、12章2節にあるようにこの世の栄光を捨てることによって神の栄光を受けたのである。